# Níjneie Babino
Níjneie Babino (en rus: Нижнее Бабино) és un poble de l'óblast de Kursk, a Rússia, que el 2015 tenia 135 habitants. Pertany al districte rural d'Oboian.